# 阮海龙
阮海龙（2000年8月27日—）是一名越南足球运动员，司职中场。目前效力于越南甲级联赛俱乐部河内FC，目前也代表越南足球队。

## 荣誉

### 俱乐部
河内
- 越南足球甲級聯賽冠军：2022

### 国家队
越南U23
- 东南亚运动会金牌：2021